# Det bästa från Idol
Det bästa från Idol är en serie årliga musikalbum med coverlåtar framförda av deltagare i det svenska TV-programmet Idol